# Präsidentschaftswahl in São Tomé und Príncipe 2011
Die Präsidentschaftswahl in São Tomé und Príncipe 2011 fand am 17. Juli (erster Wahlgang) und am 7. August (Stichwahl).
Der bis dahin amtierende Präsident Fradique de Menezes hatte das Land zwei Amtszeiten hindurch regiert und durfte laut Verfassung nicht ein drittes Mal zur Wahl antreten. Das endgültige Ergebnis sah den 74-jährigen Manuel Pinto da Costa als Gewinner, der sich knapp gegen den Parlamentssprecher Evaristo Carvalho durchsetzte.
An der ersten Runde waren etwa 120 Kandidaten beteiligt. Der Kandidat der Partei des Präsidenten Menezes, Movimento Democrático das Forças da Mudança-Partido Liberal, MDFM–PL, war Delfim Neves, der sowohl die MDFM–PL, als auch seine eigene Partido de Convergencia Democratica, PCD–GR, repräsentierte. Der unabhängige Kandidat Pinto da Costa gewann die meisten Stimmen, konnte jedoch nicht die Mehrheit der Stimmen erringen, die für einen Sieg im ersten Durchgang notwendig gewesen wäre. Carvalho, von der regierenden Partei Acção Democrática Independente (ADI), ein ehemaliger Premierminister und amtierender Sprecher der Nationalversammlung von São Tomé und Príncipe, wurde Zweiter. Am selben Tag wurde eine Stichwahl zwischen Pinto da Costa und Carvalho verkündet. Pinto da Costa erhielt die Unterstützung der Mehrheit der unterlegenen Kandidaten und eine komfortable Mehrheit für ihn wurde allgemein erwartet.
Pinto da Costa gewann die am 7. August durchgeführte Wahl mit einem Vorsprung von nur 5 % und sollte das Amt am 3. September übernehmen.

## Hintergrund
Manuel Pinto da Costa war bereits einmal, direkt nach der Unabhängigkeit 1975, Präsident von São Tomé und Príncipe. Er regierte die Inseln als sozialistischen Einparteienstaat unter der Führung der Movimento de Libertação de São Tomé e Príncipe (Befreiungsbewegung von São Tomé und Príncipe, MLSTP). Erst 1991 kam es zur Demokratisierung des Landes, der Zulassung von Oppositionsparteien und zur ersten freien Präsidentschaftswahl. Pinto da Costa war damals nicht angetreten und hatte stattdessen seinen Rückzug aus der Politik verkündet. Da die MLSTP keinen alternativen Kandidaten präsentierte, wurde damals Miguel Trovoada ohne Gegenkandidat gewählt. Trotz seiner ursprünglichen Erklärung, sich aus der Politik zurückzuziehen, nahm Pinto da Costa dann an den Präsidentschaftswahlen 1996 teil, wurde aber knapp von Trovoada geschlagen. Auch 2001 trat er gegen den regierenden Präsidenten Fradique de Menezes an, war aber wiederum nicht erfolgreich.
2005 verließ Pinto da Costa die MLSTP. Gegenwärtig wird die Partei von Aurélio Martins geführt, der in der ersten Wahlrunde Sechster wurde. Andere wichtige Kandidaten waren der Premierminister Maria das Neves und der ehemalige Verteidigungsminister Elsa Pinto, die beide als Unabhängige antraten. Pinto da Costas Hauptrivale, Carvalho, repräsentierte die ADI, die die Parlamentswahlen 2010 gewonnen hatte und die Partei des regierenden Premierministers Patrice Trovoada ist.

## Wahl
92.639 Bürger wurden als Wähler registriert. Für die erste Runde stellte die von Victor Correia geleitete Wahlkommission eine Wahlbeteiligung von 68 Prozent fest. Von den 120 Kandidaten erhielten Da Costa und Carvalho zwar die meisten Stimmen (35,6 beziehungsweise 21,8 Prozent), aber keiner von ihnen errang eine Mehrheit der Stimmen. Delfim Neves und Maria das Neves errangen beide substantielle Stimmenanteile (jeder mehr als 14 Prozent), aber nur die beiden Bestplatzierten durften in die Stichwahl. Nach Bekanntgabe der Ergebnisse unterstützten die meisten unterlegenen Kandidaten einschließlich Delfim Neves, Maria das Neves und Aurélio Martins da Costa.
Die Afrikanische Union, die Gemeinschaft der Portugiesischsprachigen Länder und die Zentralafrikanische Wirtschaftsgemeinschaft schickten Beobachter zu den Wahlen und erklärten sie für frei und fair. Die einzige größere Auseinandersetzung, die beobachtet wurde, war ein Wahlboykott von 30.000 Menschen aus fünf Dörfern an São Tomés Nordküste, aus Protest gegen unbefriedigende Lebensbedingungen. Die Wahlurnen wurden in diesen Dörfern am 20. Juli wieder geöffnet, ohne dass die Ergebnisse jedoch etwas an der Sitzverteilung änderten.

## Ergebnisse
| Kandidaten                         | Parteien                                       | 1. Wahlgang | 1. Wahlgang | 2. Wahlgang | 2. Wahlgang |
| Kandidaten                         | Parteien                                       | Stimmen     | %           | Stimmen     | %           |
| ---------------------------------- | ---------------------------------------------- | ----------- | ----------- | ----------- | ----------- |
| Manuel Pinto da Costa              | Unabhängig                                     | 21.457      | 35,6        | 35.140      | 52,9        |
| Evaristo Carvalho                  | Acção Democrática Independente                 | 13.125      | 21,8        | 31.308      | 47,1        |
| Delfim Neves                       | PCD – MDFM-PL                                  | 8.652       | 14,4        |             |             |
| Maria das Neves                    | Unabhängig                                     | 8.461       | 14,0        |             |             |
| Elsa Pinto                         | Unabhängig                                     | 2.682       | 4,5         |             |             |
| Aurélio Martins                    | Movimento de Libertação de São Tomé e Príncipe | 2.445       | 4,1         |             |             |
| Filinto Costa Alegre               | Unabhängig                                     | 2.401       | 4,0         |             |             |
| Hélder Barros                      | Unabhängig                                     | 414         | 0,7         |             |             |
| Jorge Coelho                       | Unabhängig                                     | 401         | 0,7         |             |             |
| Manuel de Deus Lima                | Unabhängig                                     | 208         | 0,3         |             |             |
| Gesamt                             | Gesamt                                         | 60.246      | 100         | 66.448      | 100         |
|                                    |                                                |             |             |             |             |
| Ungültige Stimmen                  | Ungültige Stimmen                              | 3.082       | 4,9         | 2.192       | 3,2         |
| Wähler                             | Wähler                                         | 63.328      | 68,4        | 68.640      | 74,1        |
| Wahlberechtigte                    | Wahlberechtigte                                | 92.639      |             | 92.639      |             |
|                                    |                                                |             |             |             |             |
| Quelle: African Elections Database |                                                |             |             |             |             |

## Reaktionen
Einige Analysten äußerten die Befürchtung, dass Pinto da Costas zu einer Rückkehr des autoritären Regimes führen könnte, dass unter seiner früheren Präsidentschaft herrschte.